# Philippe Lamberts
Philippe Lamberts (16. april 1963) er en belgisk politiker og europaparlamentsmedlem fra Belgien.